# Rugby na wózkach na Letnich Igrzyskach Paraolimpijskich 2000
Rugby na wózkach zadebiutowało na Letnich Igrzyskach Paraolimpijskich 2000 w Sydney. Pierwszym mistrzem paraolimpijskim w rugby na wózkach została reprezentacja Stanów Zjednoczonych.

## Medaliści
| Konkurencja                  | Złoto | Srebro | Brąz |
| Turniej mieszany (szczegóły) | Stany Zjednoczone · William Renje · Clifton Chunn · Wayne Romero · Daniel Guillou · Troy McGuirk · Rick Draney · Dean MacCabe · Stephen Pate · Norman Lyduch · Bryan Kirkland · Ralph Shadowebs · Eddie Crouch | Australia · Bryce Alman · Patrick Ryan · Garry Croker · Steve Porter · Tom Kennedy · Brad Dubberley · Clifford Clarke · Brett Boylan · Peter Harding · Craig Parsons · Nazim Erdem · George Hucks | Nowa Zelandia · Paul Leefe · Bill Oughton · Stephen Guthrie · Tony Howe · Timothy Johnson · Geremy Tinker · Justin Muschamp · Sholto Taylor · Gary McMurray · Curtis Palmer · Grant Sharman |

### Tabela medalowa
| Miejsce | Państwo           | Złoto | Srebro | Brąz | Razem |
| ------- | ----------------- | ----- | ------ | ---- | ----- |
| 1       | Stany Zjednoczone | 1     | 0      | 0    | 1     |
| 2       | Australia         | 0     | 1      | 0    | 1     |
| 3       | Nowa Zelandia     | 0     | 0      | 1    | 1     |
|         | Razem             | 1     | 1      | 1    | 3     |